# Premi d'assaig Joaquim Xirau
El Premi d'assaig Joaquim Xirau va ser fundat el 1989 per l'Ateneu Barcelonès i comptava amb el suport de la Caixa de Pensions per a la Vellesa i d'Estalvis. S'atorgà entre els anys 1989 i el 2000.

## Història
El premi era dedicat a la figura del filòsof català, exiliat a Mèxic, Joaquim Xirau i Palau (1895-1946) i distingia assaigs inèdits d'una certa extensió. En l'edició del 1998, quan el premi tenia una dotació d'un milió de pessetes, fou declarat desert, i s'anuncià que es modificarien les bases perquè hi poguessin participar "obras de menor formato". Quan es va crear, els promotors declararen:
| «                                       | [esperamos contribuir] a la promoción de la reflexión y el debate entre los escritores catalanes, como signo de enlace con la mejor tradición intelectual del país (…) Hemos querido rememorar a un personaje que fue capital en nuestra juventud. En él se aunaban el rigor y la sugestión y no sólo indujo a la reflexión y el ensayo, sino que él mismo los practicó. | » |
| — Jordi Maragall, president de l'Ateneu | |   |

### Llista de premiats
- 1989 Margarida Boladeras Cucurella Jocs de vida[4]
- 1990 Jesús Royo Arpón Una llengua és un mercat[5]
- 1991 Martí Olivella i Solé El poder del diner[6]
- 1992 Joaquim Sala i Pujolràs El mite de l'expulsió del paradís[7]
- 1993 Xavier Duran El nacionalisme a l'era tecnològica[8]
- 1994 Vicenç Llorca Salvar-se en la paraula. Aproximació a la novel·lística de Miquel Àngel Riera[9]
- 1995
- 1996 Teresa Guardans i Cambó El saber marginat. L'altra cara del coneixement[10]
- 1997 Antoni Martí Monterde J.V.Foix o la solitud de l'escriptura[11]
- 1998 DESERT[3]
- 1999
- 2000 Enric Aguilar i Matas Converses amb àngels. Un mite per compartir[12]

## Premi Joaquim Xirau (1961)
El 1961, en els Jocs Florals de la Llengua Catalana de l'Alguer, s'atorgà un premi "Joaquim Xirau" al geògraf Marc Aureli Vila.

## Premi Joaquín Xirau Icaza
Joaquín Xirau Icaza va ser fill de Ramon Xirau i Subias i net de Joaquim Xirau i Palau. Estudiava a Harvard i s'interessava especialment per la poesia i l'economia quan morí el 1976, amb 26 anys. En recordança seva, el "Fondo Xirau Icaza" i el Colegio de México promogueren el 2012 el "Premio Joaquín Xirau Icaza", dotat amb 250.000 pesos, amb la intenció que el premi es dediqués a la poesia i l'economia.
Poesia (per a poetes mexicans menors de 40 anys)
- 2013 Fiat Lux, de la poetessa mexicana Paula Abramo
- 2014 Palas, de Ricardo Cazares
- 2015 Cofre de pájaro muerto, d'Armando Salgado
- 2016 El Libro de los Oficios Tristes, de Miguel Maldonado
- 2017 Los que regresan, de Javier Peñalosa M.
- 2018 Experiencia Butoh, de Daniela Camacho
- 2019 Animalaria, d'Adán Brand

Economia
- 2013 Peer effects identifies through social networks. Evidence from Uruguayan Schools, Gioia de Melo
- 2014 A search theory based model for patient choice in kidney transplantation, d'Edwin Muñoz i David Cantala
- 2015 School Choice and Educational Opportunities: The Upper-Secondary Student-Assignment Process in Mexico City., de María Elena Ortega Hesles
- 2016 Crime Exposure and Educational outcomes in Mexico, de Pedro Paulo Orraca Romano
- 2017 When Less is More: Can Reduced Health Monitoring lmprove Medication Adherence?, de Fernanda Márquez Padilla Casar
- 2018 Low-Cost, Limited-Service Private Healthcare Providers: Evidence from Mexico, d'Adrián Rubli Ornelas
- 2019 Educación y movilidad social intergeneracional en México, de David Salomón Aké Uitz[15]